# Dissipation
 (février 2017).
Si vous disposez d'ouvrages ou d'articles de référence ou si vous connaissez des sites web de qualité traitant du thème abordé ici, merci de compléter l'article en donnant les références utiles à sa vérifiabilité et en les liant à la section « Notes et références ».
En physique, la dissipation est le phénomène selon lequel un système dynamique (onde, oscillation...) perd de l'énergie au cours du temps. Cette perte est principalement due aux frottements et aux turbulences, et l'énergie correspondante est alors dégradée en chaleur, une forme d'énergie qui ne peut pas être intégralement retransformée en énergie mécanique, comme l'affirme le deuxième principe de la thermodynamique.